# إليانور هاسلام
إليانور هاسلام هي عداءة سريعة كندية، ولدت في 11 سبتمبر 1939 في ساسكاتون في كندا.

## وصلات خارجية
- إليانور هاسلام على موقع أوليمبيديا (الإنجليزية)
- إليانور هاسلام على موقع اتحاد ألعاب الكومنولث (مؤرشف) (الإنجليزية)